# MTV Europe Music Award al miglior artista olandese
L'MTV Europe Music Award al miglior artista olandese (MTV Europe Music Award for Best Dutch Act) è uno dei premi degli MTV Europe Music Awards, che viene assegnato dal 2000.
Dal 2004 al 2010 i nominati del premio sono stati affiancati a quelli appartenenti al Belgio, ritrovandosi così alla categoria MTV EMA al miglior artista Paesi Bassi e Belgio.

## Albo d'oro

### Anni 2000
| Anno | Vincitore  | Nominati                               |
| ---- | ---------- | -------------------------------------- |
| 2000 | Kane       | - Anouk - Bløf - Krezip                |
| 2001 | Kane       | - Anouk - Bastian - Brainpower - Johan |
| 2002 | Brainpower | - Di-Rect - Kane - Sita - Tiësto       |
| 2003 | Tiësto     | - Beef - Bløf - Junkie XL - Kane       |

### Anni 2010
| Anno | Vincitore     | Nominati                                                                   |
| ---- | ------------- | -------------------------------------------------------------------------- |
| 2011 | Ben Saunders  | - Afrojack - Baskervilles - De Jeugd van Tegenwoordig - Go Back to the Zoo |
| 2012 | Afrojack      | - Chef Special - Eva Simons - Gers Pardoel - Tiësto                        |
| 2013 | Kensington    | - Afrojack - Armin Van Buuren - Nicky Romero - Nielson                     |
| 2014 | Kensington    | - Chef'Special - Hardwell - Martin Garrix - Mr. Probz                      |
| 2015 | Kensington    | - Dotan - Martin Garrix - Natalie La Rose - Oliver Heldens                 |
| 2016 | Broederliefde | - Douwe Bob - Julian Jordan - Ronnie Flex - Sam Feldt                      |
| 2017 | Lil Kleine    | - Boef - Chef'Special - Lucas & Steve - Roxeanne Hazes                     |
| 2018 | Jack Shirak   | - Maan - Naaz - Bizzey - Ronnie Flex                                       |
| 2019 | Snelle        | - Josylvio - Maan - Nielson - Yung Felix                                   |

### Anni 2020
| Anno | Vincitore     | Nominati                                                  |
| ---- | ------------- | --------------------------------------------------------- |
| 2020 | Emma Heesters | - Davina Michelle - Tabitha - Bilal Wahib - Suzan & Freek |
| 2022 | Goldband      | - Antoon - Frenna - Rondé - Yade Lauren                   |
| 2023 | Flemming      | - Idaly - Kris Kross Amsterdam - S10 - Zoë Tauran         |
| 2024 | Roxy Dekker   | - Claude - Jonna Fraser - Mr. Belt & Wezol - Son Mieux    |